# Heapstown

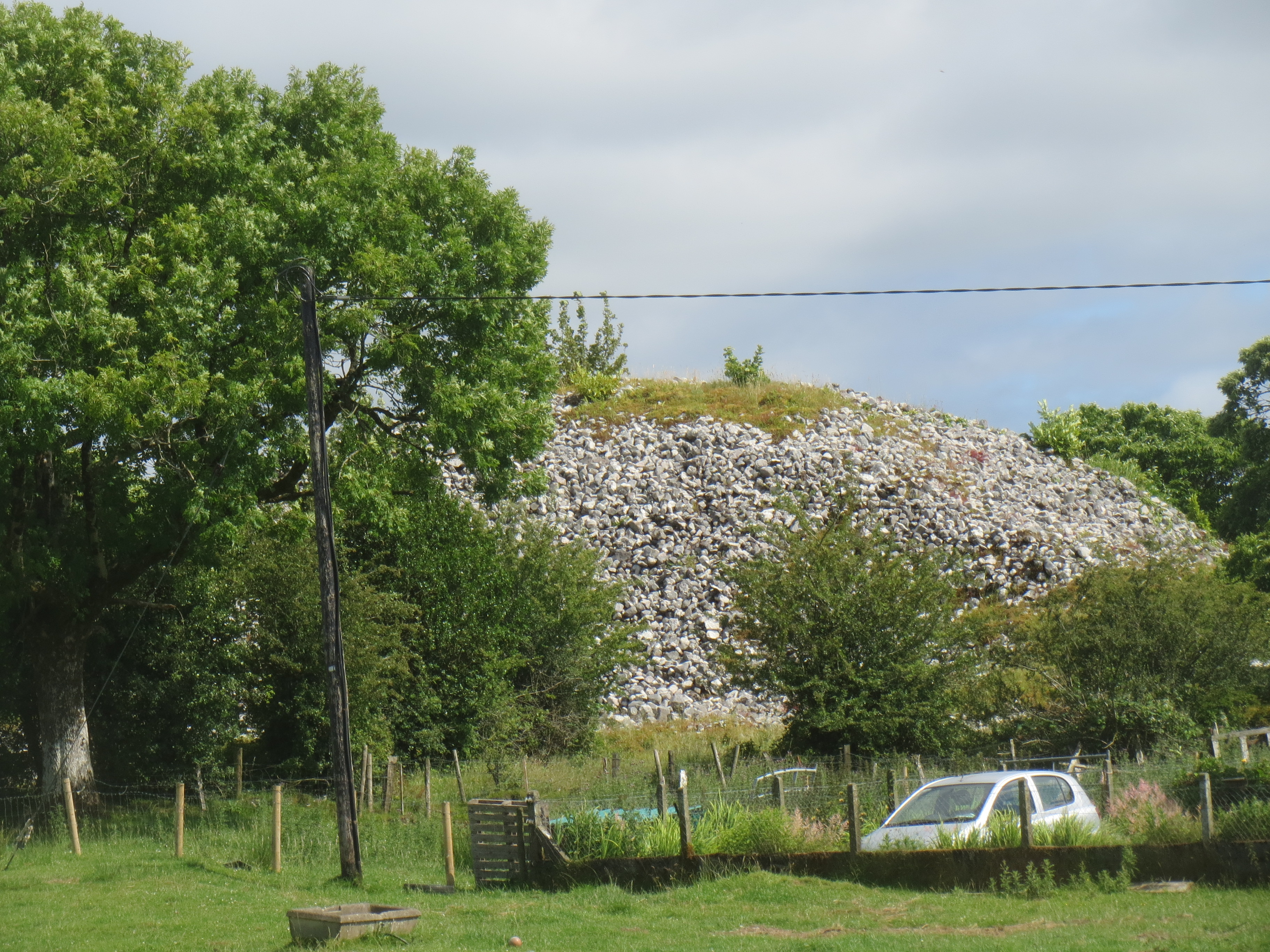
Heapstown Cairn (Juli 2019)

Der Cairn von Heapstown ist der viertgrößte artifizielle Cairn in Irland. Er soll wie die etwas höher gelegenen Carn Connachtach und Knocknarea ein ungeöffnetes Passage Tomb oder eine andere Grabform enthalten. Heapstow liegt im County Sligo. 
Der etwa sechs Meter hohe Cairn hat etwa 60 m Durchmesser und liegt am Nordende des Lough Arrow, etwa einen Kilometer östlich des Flusses Uinshin. In der Nähe liegen das Court Tomb Moytirra East (irisch Mag Tuired, ['maɣʴ 'turʴeð]), das Portal Tomb Carrickglass oder „Labby Rock“, das Castle Baldwin und etwa fünf Kilometer nordöstlich liegt Carrowkeel. 
Wie mit anderen großen Cairns in Irland ist auch mit dem Heapstone einer Legende verbunden: Táin Bó Cuailnge („Der Rinderraub von Cooley“) im Ulster-Zyklus der keltischen Mythologie. Hier soll Ailill, der Halbbruder von Níall Noígíallach, auch „Niall of the Nine Hostages“, von Tara († ca. 450) begraben sein. Südöstlich vom Heapstown soll die mythische Schlacht von Moytura (irisch Cath Maighe Tuireadh) stattgefunden haben.
Heapstown ist ein National Monument.